# パーシーチャルーン区
パーシーチャルーン区（パーシーチャルーンく、タイ語: เขตภาษีเจริญ）は、タイ王国のバンコクの行政区の一つ。
この行政区は、時計回りに、タリンチャン区、バーンコークノーイ区、バーンコークヤイ区、トンブリー区、チョームトーン区、バーンボーン区、バーンケー区の7つの行政区に接している。

## 名前の由来
区の名称は、「パーシーチャルーン運河」にちなんで名づけられた。

## 歴史
1866年、パーシーチャルーン運河は着工。
1872年、パーシーチャルーン運河が完成。
1899年、パーシーチャルーン郡が設立。
1972年、パーシーチャルーン区に昇格。